# Chamaeangis thomensis
Espèce
Synonymes
- Angraecum thomense Rolfe[1]
- Listrostachys thomensis (Rolfe) Rolfe[1]

Chamaeangis thomensis est une espèce de plantes à fleurs de la famille des Orchidaceae et du genre Chamaeangis. Comme son épithète spécifique l'indique (thomensis), C'est une orchidée endémique de l'île de Sao Tomé.